# جون وينكلر
جون وينكلر (بالإنجليزية: John R. Winckler)‏ (و. 1916 – 2001 م) هو فيزيائي من الولايات المتحدة الأمريكية . وكان عضواً في الأكاديمية الوطنية للعلوم .
توفي في مينيابوليس (مينيسوتا)، عن عمر يناهز 85 عاماً.

## التعليم
تعلم في جامعة برنستون، وجامعة روتجرز

## مناصب وهيئات
أدار جامعة برنستون، وجامعة مينيسوتا.

## جوائز
حصل على جوائز منها:
- زمالة غوغنهايم.